# لئو دوچرتی
لئو دوچرتی (زاده ۴ اکتبر ۱۹۷۶) یک سیاستمدار بریتانیایی است که از سپتامبر ۲۰۲۲ به عنوان معاون پارلمانی وزیر امور خارجه در اروپا مشغول فعالیت است.   او از ماه سپتامبر تا اکتبر ۲۰۲۲ به عنوان وزیر امور خارجه اروپا خدمت نمود بعد از آن دوچرتی از ژوئیه ۲۰۲۲ تا سپتامبر ۲۰۲۲ به عنوان وزیر دفاع مردمی خدمت کرد  دوچرتی که عضو حزب محافظه کار می باشد، از سال ۲۰۱۷ نماینده پارلمان تحت عنوان (ام پی) آلدرشات بوده است.وی نویسنده صحرای مرگ (۲۰۰۷) است.